# Poppy Playtime (фильм)
«Poppy Playtime» — будущий американский фильм ужасов, продюсируемый компаниями Legendary, Angry Films, Mob Entertainment и Studio71 по мотивам одноимённой компьютерной игры 2021 года, разработанной и изданной Mob Entertainment.

## Создание
Информация об игровой экранизации хоррор-игры Poppy Playtime появилась в апреле 2022 года: инди-студия Mob Entertainment, разработавшая и издавшая проект, собственноручно взялась за производство фильма, а также привлекла к работе Studio71. В тот период обе компании вели переговоры с Роем Ли, дабы он стал продюсером проекта. «Поклонников этой франшизы ждёт новая история, представляющая собой обособленную [от первоисточника] страшную и захватывающую сагу», — поведал Майкл Шрайбер, президент Studio71 по сценарному контенту.
В мае 2024 года кинокомпания Legendary заключила сотрудничество с Mob Entertainment и присоединилась к созданию ленты, а Дон Мерфи и Сьюзен Монтфорд выступили продюсерами под эгидой Angry Films.